# Obere Warnow
Obere Warnow ist eine Gemeinde im Landkreis Ludwigslust-Parchim in Mecklenburg-Vorpommern (Deutschland), die zum 1. Januar 2012 aus dem Zusammenschluss der Gemeinden Grebbin und Herzberg entstanden ist. Die Gemeinde wird vom Amt Parchimer Umland mit Sitz in der Stadt Parchim verwaltet.

## Geographie
Die Gemeinde Obere Warnow liegt in hügeliger Landschaft. Die Quelle der namengebenden Warnow befindet sich im Gemeindegebiet.
Zur Gemeinde Obere Warnow gehören die Ortsteile Grebbin, Herzberg, Kossebade, Lenschow, Woeten und Wozinkel.

## Geschichte
Nach Einwohnerversammlungen in den beiden Gemeinden unterzeichneten am 7. April 2011 die Bürgermeister der Gemeinden Grebbin und Herzberg den Gebietsänderungsvertrag, der den Zusammenschluss zur neuen Gemeinde Obere Warnow vorsah.

## Politik

### Gemeindevertretung und Bürgermeister
Der Gemeinderat besteht (inkl. Bürgermeister) aus 8 Mitgliedern. Die Wahl zum Gemeinderat am 26. Mai 2019 hatte folgende Ergebnisse:
| Partei/Bewerber                  | Prozent | Sitze |
| -------------------------------- | ------- | ----- |
| Aktive Wählergruppe Obere Warnow | 61,43   | 5     |
| Wählergemeinschaft Herzberg      | 12,55   | 1     |
| Einzelbewerber Kock              | 11,23   | 1     |
| Wählergemeinschaft Familien      | 5,65    | 1     |

Bürgermeister der Gemeinde ist David Wollgandt, er wurde mit 54,14 % der Stimmen gewählt.

### Wappen, Flagge, Dienstsiegel
Die Gemeinde verfügt über kein amtlich genehmigtes Hoheitszeichen, weder Wappen noch Flagge. Als Dienstsiegel wird das kleine Landessiegel mit dem Wappenbild des Landesteils Mecklenburg geführt. Es zeigt einen hersehenden Stierkopf mit abgerissenem Halsfell und Krone und der Umschrift „• GEMEINDE OBERE WARNOW • LANDKREIS LUDWIGSLUST-PARCHIM“.

## Sehenswürdigkeiten
→ Siehe auch Liste der Baudenkmale in Obere Warnow
- Frühgotische Dorfkirche in Grebbin aus dem 13. Jahrhundert als Feldsteinkirche
- Holländerwindmühle in Grebbin
- Gutsanlage mit Gutshaus der Familie von Maltzahn in Herzberg
- Gotische Dorfkirche in Herzberg aus dem wohl 15. Jahrhundert als Feldsteinkirche und Fachwerk-Turmaufsatz
- Gotische Dorfkirche in Kossebade aus dem 14. oder 15. Jahrhundert